# 石橋和章
石橋 和章（いしばし かずあき）は、日本の漫画編集者。『裏サンデー』『マンガワン』の初代編集長。福井県出身。株式会社コミックルーム代表取締役社長。

## 略歴
福井県立金津高等学校、同志社大学法学部法律学科卒業。2001年にエニックス入社し、その直後に「エニックスお家騒動」が起こる。ヤングガンガンなどの編集を担当し、2006年10月に退社。小学館に移籍する。
週刊少年サンデーでは、連載中の『マギ』（大高忍）の担当を務めているほかに、『神のみぞ知るセカイ』（若木民喜）の立ち上げ時に担当を務めた。また、神のみぞ知るセカイのアニメ第10話に声の出演もしている。
2012年4月、「掟破りの無料WEBマンガサイト」「脱獄型WEBコミックサイト」と題し、無料コミック配信サイト『裏サンデー』の立ち上げを行う。後にアニメ化が決まったワンパンマンの原作者であるONEやヒトクイのMITAなど、WEBマンガを執筆していた作家を集めたサイトは、月間ユニークユーザー数120万人を集める。
少年サンデー編集部より『裏サンデー』編集部が独立となり、『裏サンデー』『マンガワン』の初代編集長に就任。編集長に就任後は、立ち上げたコミックアプリ『マンガワン』はリリースから約1年で、300万ダウンロードを突破、DAU100万人を越えるアプリとなり、2019年9月時点で1900万ダウンロードを突破している。
2017年7月、マギの担当終了と共にマンガワン編集長を退任。
2018年4月ごろより、Cygamesの漫画アプリ『サイコミ』にアドバイザーとして参加。
2019年7月、小学館コミックアライアンス事業室室長に就任。
2023年3月、小学館を退社。独立準備会社を株式会社コミックルームに名称変更し代表取締役社長に就任。

## 主な担当作品

### スクウェア・エニックス時代
- すもももももも〜地上最強のヨメ〜（大高忍）[13]
- WORKING!!（高津カリノ）[13]
- 荒川アンダー ザ ブリッジ（中村光）[13]

### 小学館時代
- マギ（大高忍）[3]
- 神のみぞ知るセカイ（若木民喜）[3]
- ゼクレアトル〜神マンガ戦記〜（戸塚たくす）[3]
- モブサイコ100（ONE）[3]

## シナリオ担当作品

### Zoo名義
- レッドマスク －The first MASKMEN－（原案協力：若木民喜／作画：坂本裕次郎）
- TSUYOSHI 誰も勝てない、アイツには（丸山恭右）

## 人物
現在の商業誌における「漫画家になるため」「連載作家になるため」のプロセスにおいて、『読み切り』作品を何度も書いてからデビューという方法では作家にほとんど収入がなく、過度の負担がかかるとの考えから、漫画家になる・連載するまでのプロセスをできるだけ短縮できる場所をつくるため、裏サンデーを立ち上げたとコメントしている。裏サンデーのコンセプトの一つとして、「読み切り経験なし、受賞経験なしでもOK。才能ある人がすぐに連載できる場所」があげられている。